# カステル・サン・ジョルジョ
カステル・サン・ジョルジョ（伊: Castel San Giorgio）は、イタリア共和国カンパニア州サレルノ県にある、人口約14,000人の基礎自治体（コムーネ）。

## 地理

### 位置・広がり

#### 隣接コムーネ
隣接するコムーネは以下の通り。
- メルカート・サン・セヴェリーノ
- ノチェーラ・インフェリオーレ
- ロッカピエモンテ
- サルノ
- シアーノ

## 行政

### 分離集落
カステル・サン・ジョルジョには、以下の分離集落（フラツィオーネ）がある。
- Aiello, Campomanfoli, Castelluccio, Cortedomini, Fimiani, Lanzara, Santa Croce, Santa Maria a Favore, Taverna/Casalnuovo, Torello, Trivio